# Jake Dixon
Jake Curtis Dixon (Dover, Kent, Inglaterra, 15 de enero de 1996) es un piloto de motociclismo británico que participa en el Campeonato del Mundo de Motociclismo de Moto2 con el equipo Marc VDS Racing Team. Debutó en la máxima categoría de MotoGP en el Gran Premio de Gran Bretaña de 2021 con el Petronas Yamaha SRT junto a Valentino Rossi, repitiendo en Aragón. En 2018 resultó subcampeón del Campeonato Británico de Superbikes con Kawasaki.

## Biografía
Jake Dixon debutó en el Campeonato Británico de Superbikes en 2017 con el equipo RAF Regular & Reserve Kawasaki. En su primera temporada logró clasificarse al Showdown que es la ronda final del campeonato donde los seis mejores pilotos se disputan el título, siendo el piloto más joven en la historia en conseguirlo. Terminó la temporada en la sexta posición con 562 puntos, logrando sus únicas dos victorias en la cuarta ronda celebrada en el Circuito de Knockhill.
Dixon hizo su debut en Moto2 corriendo el Gran Premio de Gran Bretaña 2017 como reemplazo de Marcel Schrötter en el equipo Dynavolt Intact GP finalizando el gran premio en la 25.ª posición, también disputó el Gran Premio de la Comunidad Valenciana 2017 pero no llegó a disputar la carrera debido a una caída en la práctica libre 3 que le provocó una gran molestia en su espalda. Además en esta temporada, debutó también en el Campeonato Mundial de Superbikes corriendo con su equipo el RAF Regular & Reserve Kawasaki, en la ronda celebrada en Donington Park, en la primera carrera abandono por caída y en la segunda carrera terminó noveno.
En 2018, Dixon mostró su gran progresión al clasificarse por segundo año consecutivo al Showdown del Campeonato Británico y luchando hasta la última ronda, cayendo finalmente ante Leon Haslam. Su rendimiento no pasó desapercibido ya que el Ángel Nieto Team anunció su fichaje para la Temporada 2019 del Campeonato del Mundo de Moto2 donde va a estar pilotando una de sus KTM.
En su primera temporada en el mundial con el Ángel Nieto Team no pudo ser competitivo debido a lo difícil de conducir que era la KTM Moto2. De las diecisiete carreras que disputó solo pudo puntuar en dos: en el Gran Premio de los Países Bajos, Dixon terminó en la decimosegunda posición, habiendo largado desde la vigesimotercera posición en la parrilla y en el Gran Premio de la Comunidad Valenciana, clasificó en la decimoséptima posición y terminó en la carrera en la decimoséptima. En esta temporada se perdió los grandes premios de las Américas y España debido a una conmoción cerebral ocurrida tras una caída en la primera tanda libre del gran premio americano. Su reemplazo en el Gran Premio de España fue el italiano Mattia Pasini.
En temporada 2020, Dixon fichó para el Petronas Sprinta Racing formando equipo con el español Xavi Vierge. Puntuó en seis de las doce carreras que disputó en esta atípica temporada marcada por la Pandemia de COVID-19. Su mejor resultado en la temporada fue el cuarto puesto conseguido en el Gran Premio de Aragón, en donde además consiguió su mejor resultado en clasificación al clasificar cuarto. A pesar de no haber terminado esta carrera, la mejor carrera de Dixon en la temporada fue el Gran Premio de Francia, en un gran premio celebrado en condiciones difíciles, Dixon y su compatriota Sam Lowes lograron establecer una gran diferencia con sus perseguidores jugándose la victoria entre ellos, a cinco vueltas del final, Dixon se cayó cuando lideraba teniendo más de un segundo de ventaja, otorgándole la victoria a Lowes. Dixon no disputó los últimos tres grandes premios de la temporada debido a una fractura en su muñeca derecha ocurrida en la segunda tanda de entrenamientos libres del Gran Premio de Europa.
Dixon renovó su contrato con el Petronas Sprinta Racing para la temporada 2021. En la primera mitad de la temporada, Dixon se vio lastrado por las secuelas del accidente del año anterior: en las primeras nueve carreras solo puntuó en dos, logrando un noveno puesto en la apertura de la temporada en Catar y un décimo cuarto puesto en Italia. La segunda mitad de la temporada comenzó de mejor manera para Dixon, consiguió dos undécimos puestos en los dos grandes premios celebrados en el Red Bull Ring.
El 20 de agosto, su equipo el SIC Racing Team anunció que Dixon pilotaría la Yamaha YZR-M1 del Petronas Yamaha SRT en el Gran Bretaña en la moto de Franco Morbidelli que estaba ocupando como sustituto Cal Crutchlow, después de que Crutchlow fuera llamado por el Monster Energy Yamaha MotoGP para ocupar la plaza de Maverick Viñales. En su primera experiencia con la M1, Dixon clasificó en la penúltima posición solo por delante del piloto del Aprilia Racing Team Gresini, Lorenzo Savadori y en la carrera finalizó decimonoveno y último a 21 segundos de su compañero de equipo Valentino Rossi. El 2 de septiembre, el Petronas Yamaha SRT comunicó la continuidad de Dixon al manillar de la M1 en el Gran Premio de Aragón.

## Resultados

### Campeonato Británico de Superbikes

#### Por temporada
| Temp. | Moto     | Equipo                         | Carreras | Victorias | Podios | Poles | V.Rap. | Pts. | Pos |
| ----- | -------- | ------------------------------ | -------- | --------- | ------ | ----- | ------ | ---- | --- |
| 2017  | Kawasaki | RAF Regular & Reserve Kawasaki | 25       | 2         | 6      | 3     | 1      | 562  | 6.º |
| 2018  | Kawasaki | RAF Regular & Reserve Kawasaki | 26       | 3         | 16     | 7     | 5      | 629  | 2.º |
| Total |          |                                | 51       | 5         | 22     | 10    | 6      | 1191 |     |

#### Carreras por año
(Carreras en negrita indica pole position, carreras en cursiva indica vuelta rápida)
| Año  | Moto     | 1      | 1       | 2       | 2       | 3      | 3       | 4     | 4     | 5     | 5     | 6      | 6      | 7     | 7     | 8     | 8       | 9     | 9       | 9     | 10    | 10    | 11    | 11      | 12      | 12      | 12     | Pos. | Pts. |
| Año  | Moto     | R1     | R2      | R1      | R2      | R1     | R2      | R1    | R2    | R1    | R2    | R1     | R2     | R1    | R2    | R1    | R2      | R1    | R2      | R3    | R1    | R2    | R1    | R2      | R1      | R2      | R3     | Pos. | Pts. |
| ---- | -------- | ------ | ------- | ------- | ------- | ------ | ------- | ----- | ----- | ----- | ----- | ------ | ------ | ----- | ----- | ----- | ------- | ----- | ------- | ----- | ----- | ----- | ----- | ------- | ------- | ------- | ------ | ---- | ---- |
| 2017 | Kawasaki | DON 9  | DON Ret | BHI Ret | BHI 13  | OUL 10 | OUL Ret | KNO 1 | KNO 1 | SNE 6 | SNE 4 | BRH 11 | BRH 10 | THR 3 | THR 2 | CAD 2 | CAD Ret | SIL 4 | SIL 9   | SIL 3 | OUL 4 | OUL 6 | ASS 8 | ASS 7   | BRH DNS | BRH Ret | BRH 12 | 6.º  | 562  |
| 2018 | Kawasaki | DON 11 | DON 12  | BHI 6   | BHI Ret | OUL 2  | OUL 3   | SNE 3 | SNE 2 | KNO 1 | KNO 2 | BRH 4  | BRH 4  | THR 2 | THR 3 | CAD 3 | CAD 3   | SIL 5 | SIL Ret | SIL 3 | OUL 1 | OUL 1 | ASS 2 | ASS Ret | BRH 2   | BRH Ret | BRH 3  | 2.º  | 629  |

### Campeonato Mundial de Superbikes

#### Por temporada
| Temp. | Moto             | Equipo                         | Carreras | Victorias | Podios | Poles | V.Ráp. | Pts. | Pos. |
| ----- | ---------------- | ------------------------------ | -------- | --------- | ------ | ----- | ------ | ---- | ---- |
| 2017  | Kawasaki ZX-10RR | RAF Regular & Reserve Kawasaki | 2        | 0         | 0      | 0     | 0      | 7    | 30.º |
| Total |                  |                                | 2        | 0         | 0      | 0     | 0      | 7    |      |

#### Carreras por año
(Carreras en negrita indica pole position, carreras en cursiva indica vuelta rápida)
| Año  | Moto     | 1   | 1   | 2   | 2   | 3   | 3   | 4   | 4   | 5   | 5   | 6       | 6     | 7   | 7   | 8   | 8   | 9   | 9   | 10  | 10  | 11  | 11  | 12  | 12  | 13  | 13  | Pos. | Pts. |
| Año  | Moto     | R1  | R2  | R1  | R2  | R1  | R2  | R1  | R2  | R1  | R2  | R1      | R2    | R1  | R2  | R1  | R2  | R1  | R2  | R1  | R2  | R1  | R2  | R1  | R2  | R1  | R2  | Pos. | Pts. |
| ---- | -------- | --- | --- | --- | --- | --- | --- | --- | --- | --- | --- | ------- | ----- | --- | --- | --- | --- | --- | --- | --- | --- | --- | --- | --- | --- | --- | --- | ---- | ---- |
| 2017 | Kawasaki | AUS | AUS | THA | THA | SPA | SPA | NED | NED | ITA | ITA | GBR Ret | GBR 9 | ITA | ITA | USA | USA | GER | GER | POR | POR | FRA | FRA | SPA | SPA | QAT | QAT | 30.º | 7    |

### Campeonato del Mundo de Motociclismo
Sistema de puntuación de 1993 hasta 2022:
| Posición | 1.º | 2.º | 3.º | 4.º | 5.º | 6.º | 7.º | 8.º | 9.º | 10.º | 11.º | 12.º | 13.º | 14.º | 15.º |
| Puntos   | 25  | 20  | 16  | 13  | 11  | 10  | 9   | 8   | 7   | 6    | 5    | 4    | 3    | 2    | 1    |

Sistema de puntuación desde 2023 en adelante:
| Posición       | 1.º | 2.º | 3.º | 4.º | 5.º | 6.º | 7.º | 8.º | 9.º | 10.º | 11.º | 12.º | 13.º | 14.º | 15.º |
| Puntos         | 25  | 20  | 16  | 13  | 11  | 10  | 9   | 8   | 7   | 6    | 5    | 4    | 3    | 2    | 1    |
| Carrera sprint | 12  | 9   | 7   | 6   | 5   | 4   | 3   | 2   | 1   |      |      |      |      |      |      |

#### Por categoría
| Cat.   | Temporadas          | 1.er Gran Premio    | 1.er Podio          | 1.ª Victoria        | Carreras | Victorias | Podios | Poles | V.Ráp. | Pts.  | CM |
| ------ | ------------------- | ------------------- | ------------------- | ------------------- | -------- | --------- | ------ | ----- | ------ | ----- | -- |
| Moto2  | 2017, 2019–Presente | Gran Bretaña 2017   | Américas 2022       | Países Bajos 2023   | 108      | 6         | 18     | 7     | 3      | 685.5 | 0  |
| MotoGP | 2021                | Gran Bretaña 2021   |                     |                     | 2        | 0         | 0      | 0     | 0      | 0     | 0  |
| Total  | 2017, 2019–Presente | 2017, 2019–Presente | 2017, 2019–Presente | 2017, 2019–Presente | 110      | 6         | 18     | 7     | 3      | 685.5 | 0  |

#### Por temporada
| Temp. | Cat.   | Moto       | Equipo                   | N.º   | Carreras | Victorias | Podios | Poles | V.Rap | Pts.  | Pos. |
| ----- | ------ | ---------- | ------------------------ | ----- | -------- | --------- | ------ | ----- | ----- | ----- | ---- |
| 2017  | Moto2  | Suter      | Dynavolt Intact GP       | 94    | 1        | 0         | 0      | 0     | 0     | 0     | NC   |
| 2019  | Moto2  | KTM        | Gaviota Ángel Nieto Team | 96    | 17       | 0         | 0      | 0     | 0     | 7     | 25.º |
| 2020  | Moto2  | Kalex      | Petronas Sprinta Racing  | 96    | 12       | 0         | 0      | 0     | 0     | 44    | 18.º |
| 2021  | Moto2  | Kalex      | Petronas Sprinta Racing  | 96    | 15       | 0         | 0      | 0     | 0     | 30    | 20.º |
| 2021  | MotoGP | Yamaha     | Petronas Yamaha SRT      | 96    | 2        | 0         | 0      | 0     | 0     | 0     | 30.º |
| 2022  | Moto2  | Kalex      | GasGas Aspar Team Moto2  | 96    | 20       | 0         | 6      | 2     | 0     | 168.5 | 6.º  |
| 2023  | Moto2  | Kalex      | GasGas Aspar Team Moto2  | 96    | 19       | 2         | 5      | 2     | 1     | 204   | 4.º  |
| 2024  | Moto2  | Kalex      | CFMoto Aspar Racing Team | 96    | 14       | 2         | 5      | 2     | 1     | 133   | 9.º  |
| 2025  | Moto2  | Boscoscuro | Marc VDS Racing Team     | 96    |          |           |        |       |       | *     | *    |
| Total | Total  | Total      | Total                    | Total | 107      | 6         | 18     | 7     | 3     | 667.5 |      |

- * Temporada en curso.

#### Carreras por año
| Año  | Cat.   | Moto       | 1       | 2       | 3       | 4       | 5       | 6       | 7       | 8      | 9       | 10      | 11     | 12     | 13      | 14      | 15      | 16      | 17      | 18      | 19     | 20      | 21  | 22  | Pos. | Pts.  |
| ---- | ------ | ---------- | ------- | ------- | ------- | ------- | ------- | ------- | ------- | ------ | ------- | ------- | ------ | ------ | ------- | ------- | ------- | ------- | ------- | ------- | ------ | ------- | --- | --- | ---- | ----- |
| 2017 | Moto2  | Suter      | QAT     | ARG     | AME     | SPA     | FRA     | ITA     | CAT     | NED    | GER     | CZE     | AUT    | GBR 25 | RSM     | ARA     | JPN     | AUS     | MAL     | VAL DNS |        |         |     |     | NC   | 0     |
| 2019 | Moto2  | KTM        | QAT Ret | ARG 17  | AME DNS | SPA     | FRA 17  | ITA Ret | CAT Ret | NED 12 | GER Ret | CZE 18  | AUT 19 | GBR 23 | RSM 20  | ARA 23  | THA 19  | JPN 17  | AUS 21  | MAL 17  | VAL 13 |         |     |     | 25.º | 7     |
| 2020 | Moto2  | Kalex      | QAT 14  | SPA 18  | AND Ret | CZE Ret | AUT 14  | EST 8   | RSM 16  | ERM 6  | CAT Ret | FRA Ret | ARA 4  | TER 7  | EUR DNS | VAL     | POR     |         |         |         |        |         |     |     | 18.º | 44    |
| 2021 | Moto2  | Kalex      | QAT 7   | DOH Ret | POR Ret | SPA DNS | FRA 18  | ITA 14  | CAT 18  | GER 21 | NED 18  | EST 11  | AUT 11 |        |         | RSM 19  | AME 10  | ERM 13  | ALG Ret | VAL 16  |        |         |     |     | 20.º | 30    |
| 2021 | MotoGP | Yamaha     |         |         |         |         |         |         |         |        |         |         |        | GBR 19 | ARA Ret |         |         |         |         |         |        |         |     |     | 30.º | 0     |
| 2022 | Moto2  | Kalex      | QAT 11  | INA Ret | ARG 5   | AME 3   | POR Ret | SPA Ret | FRA 21  | ITA 6  | CAT 4   | GER 11  | NED 3  | GBR 3  | AUT 3   | RSM Ret | ARA Ret | JPN 4   | THA 4   | AUS 3   | MAL 3  | VAL 7   |     |     | 6.º  | 168.5 |
| 2023 | Moto2  | Kalex      | POR 6   | ARG 3   | AME DNS | SPA 6   | FRA 5   | ITA 3   | GER 3   | NED 1  | GBR Ret | AUT 4   | CAT 1  | RSM 12 | IND Ret | JPN 4   | INA 4   | AUS Ret | THA Ret | MAL 5   | QAT 5  | VAL 6   |     |     | 4.º  | 204   |
| 2024 | Moto2  | Kalex      | QAT WD  | POR WD  | AME 23  | SPA Ret | FRA 17  | CAT 3   | ITA 12  | NED 4  | GER 2   | GBR 1   | AUT 3  | ARA 1  | RSM 5   | ERM Ret | INA 22  | JPN 13  | AUS Ret | THA 7   | MAL 4  | SLD Ret |     |     | 8.º  | 155   |
| 2025 | Moto2  | Boscoscuro | THA 7   | ARG 1   | AME 1   | QAT Ret | SPA 9   | FRA 5   | GBR 11  | ARA 13 | ITA 17  | NED 4   | GER 3  | CZE 11 | AUT 20  | HUN     | CAT     | RSM     | JPN     | INA     | AUS    | MAL     | POR | VAL | 5.°  | 119   |

| Color     | Resultado                                                               |
| --------- | ----------------------------------------------------------------------- |
| Oro       | Ganador                                                                 |
| Plata     | 2.ª plaza                                                               |
| Bronce    | 3.ª plaza                                                               |
| Verde     | Finalizó en los puntos                                                  |
| Azul      | Finalizó sin puntos                                                     |
| Azul      | NC - No clasificado                                                     |
| Violeta   | Ret - No terminó (Carrera)                                              |
| Rojo      | DNQ - No se clasificó                                                   |
| Negro     | DSQ - Descalificado                                                     |
| Blanco    | DNS - No empezó (carrera)                                               |
| Blanco    | WD - Retirado (fin de semana)                                           |
| Blanco    | C - Carrera cancelada                                                   |
| Sin color | DNP - Inscrito pero no participó                                        |
| Sin color | INJ - Lesionado                                                         |
| Sin color | EX - Excluido                                                           |
| Estado    | Resultado                                                               |
| Negrita   | Pole position                                                           |
| Cursiva   | Vuelta rápida                                                           |
| †         | Abandona, pero clasifica al completar el porcentaje requerido para ello |